# Stelling van Hahn-Banach
In de functionaalanalyse, een deelgebied van de wiskunde, is de stelling van Hahn-Banach een centrale stelling. De stelling van Hahn-Banach staat de uitbreiding van begrensde lineaire operatoren toe. Deze begrensde lineaire operatoren worden gedefinieerd op een deelruimte, die bestaat uit een aantal vectorruimten, op de gehele ruimten. De stelling laat ook zien dat er "genoeg" continue lineaire functionalen zijn gedefinieerd op elke genormeerde vectorruimte om de studie van de duale vectorruimten interessant te maken. Een andere versie van de stelling van Hahn-Banach staat bekend als de scheidingsstelling van Hahn-Banach (of de scheiden van het hypervlak stelling) en heeft tal van toepassingen in de convexe meetkunde. De stelling is vernoemd naar Hans Hahn en Stefan Banach, die de stelling eind jaren twintig van de twintigste eeuw onafhankelijk van elkaar bewezen. Ironisch genoeg werd de stelling al eerder, in 1912, door Eduard Helly bewezen.

## Meetkundige vorm
Zij {\displaystyle A} een open verzameling in een reële Banachruimte {\displaystyle X} en zij {\displaystyle p} een punt van {\displaystyle X} dat niet tot {\displaystyle A} behoort; dan bestaat er een hypervlak met vergelijking {\displaystyle g(x)=c} waarvoor {\displaystyle A} aan de ene kant ligt ({\displaystyle g(a)>0} voor alle {\displaystyle a\in A}) en {\displaystyle x} aan de andere kant ({\displaystyle g(x)\leq 0}).